# Jade Edmistone
Jade Edmistone (Brisbane, 6 febbraio 1982) è una nuotatrice australiana.

## Carriera
Specializzata nella rana, ha vinto il titolo mondiale sui 50 m ai campionati di Montréal 2005.

## Palmarès
- Mondiali

Montreal 2005: oro nei 50m farfalla.
- Mondiali in vasca corta

Indianapolis 2004: oro nella 4x100m mx e argento nei 50m e 100m rana.
Shanghai 2006: oro nei 50m rana, nella 4x100m mx e bronzo nei 100m rana.
Manchester 2008: argento nei 100m rana.
- Giochi del Commonwealth

Melbourne 2006: argento nei 50m e 100m rana.
- Universiade

Daegu 2003: argento nei 50m rana.